# طريق الملك سلمان
طريق الملك سلمان في العاصمة الرياض بالمملكة العربية السعودية، هو أحد الطرق الذي نفذته هيئة تطوير مدينة الرياض عام 1430هـ ويعد أحد الطريق الرئيسية بمدينة الرياض ويقع بشمال الرياض ويبدأ بتقاطعه مع طريق الملك خالد غرباً إلى بوابة مطار الملك خالد الدولي شرقاً ويبلغ عرض الطريق 90 متر تقريباً.

## التقاطعات
يتقاطع مع كل الطرق التالية من الغرب للشرق:
- طريق الملك خالد
- طريق الأمير تركي بن عبدالعزيز الأول
- شارع الأمير محمد بن سعد بن عبد العزيز شارع الخير
- طريق الملك فهد
- طريق الملك عبد العزيز
- طريق أبي بكر الصديق
- طريق عثمان بن عفان
- طريق الأمير فيصل بن بندر بن عبدالعزيز
- طريق المطار

وينتهي ببوابة المطار
‌